# Nyakiglove
A Nyakiglove (eredeti címe: Head over Heels) 2001-ben bemutatott amerikai romantikus thrillervígjáték, amelyet Mark Waters rendezett. A főbb szerepekben Monica Potter és Freddie Prinze Jr. 2001. február 2-án mutatták be az Egyesült Államokban. Magyarországon videokazettán jelent meg 2001. október 18-án. A film kereskedelmi és kritikai bukás volt.

## Cselekmény
Amanda Pierce, a Metropolitan Művészeti Múzeum New York-i festményrestaurátora rosszul ítéli meg a férfiakat. A nő rájön, hogy barátja megcsalja őt egy szupermodellel, ezért új lakásba költözik szobatársakkal. Hamarosan újabb kiszemeltje akad, Jim Winston, akiről kiderül, hogy a szemközti lakásban lakik. Amanda kémkedni kezd a férfi után, hogy megpróbálja kideríteni gyengeségeit és hibáit. Egy este azonban rosszul sül el, amikor szemtanúja lesz egy nő, Megan O'Brien gyilkosságának. Mire a rendőrség megérkezik, nem találnak bizonyítékot a bűncselekményre.
A rendőrség tehetetlensége miatt bosszankodva Amanda és szobatársnői saját maguk nyomoznak Jim után. A férfi valójában beépített FBI-ügynök, Bob Smoot, aki társa, Megan halálának megrendezésével próbálta elnyerni a gyanúsított bizalmát. Amanda megtudja, hogy Jim egy Strukov nevű orosz után nyomoz, aki Halloran álnéven pénzt csempészett. Ő az az ügyfél is, akinek Amanda magánúton restaurált egy festményt. Strukov elfogja Jimet, Amandát és a szobatársait, de sikerül megszökniük, amikor Roxana elcsábítja az orosz őrt. Rájönnek, hogy Strukov valójában gyémántokat csempészik, és magánakcióval maguk kapcsolják le Strukovot, és külön dicséretet kapnak az FBI-tól.
Jim megkérdezi Amandát, hogy újrakezdhetik-e, de a lány visszautasítja. Mikor a férfi a valódi nevén közelít a nő felé, Amanda elfogadja azt.

## Szereplők
| Szerep                 | Színész            | Magyar hangja      |
| ---------------------- | ------------------ | ------------------ |
| Amanda Pierce          | Monica Potter      | Kisfalvi Krisztina |
| Jim Winston            | Freddie Prinze Jr. | Czvetkó Sándor     |
| Jade                   | Shalom Harlow      | Németh Borbála     |
| Roxana Mila Slasnakova | Ivana Miličević    | Kiss Eszter        |
| Candi                  | Sarah O'Hare       | Mezei Kitty        |
| Holly                  | Tomiko Fraser      | Zakariás Éva       |
| Lisa                   | China Chow         | Madarász Éva       |
| Halloran               | Jay Brazeau        | Kardos Gábor       |
| Alfredo                | Stanley DeSantis   | Garai Róbert       |
| Polly                  | Betty Linde        | Mednyánszky Ági    |
| Gladys                 | Norma MacMillan    | Kassai Ilona       |
| Noreen                 | Bethoe Shirkoff    | Némedi Mari        |
| Mr. Rankin             | Tom Shorthouse     | Dobránszky Zoltán  |
| Michael                | Timothy Olyphant   | n.a                |

## Fogadtatás

### Kritikai visszhang
A film nagyon gyengén teljesített a filmkritikusoknál. A Rotten Tomatoeson 10%-os minősítést ért el 89 értékelés alapján, az összefoglaló szerint: „A Nyakiglove-ot a kritikusok hatalmas zűrzavarnak tartják. A cselekmény és a poénok idióták, a vécéhumor pedig felesleges és inkább durva, mint vicces.” Desson Thomson a Washington Posttól azt írta: „Csak egy újabb unalmas, közepes vagy közepes színvonalú jármű két feltörekvő, fiatal sztár számára.” Roger Ebert azt nyilatkozta a filmről: „Olyan, mintha a produkció egy életre-halálra szóló harc lenne okos, humorérzékkel rendelkező emberek és kretének között, akik azt hiszik, hogy a közönség ugyanolyan hülye, mint ők.”
A MetaCritic 27 pontot adott a 100-ból 25 vélemény alapján. Chris Kaltenbach a Baltimore Sun-on azt írta: „Amikor a nők a képernyőn vannak, és a kapcsolatuk megjelenik, a Nyakiglove vidáman halad. De minden alkalommal, amikor a hangsúly Prinze-re helyeződik, a film súlyosan lefelé ível.” Robert Horton a Film.com-tól azt írta: „Ez a könnyed főzet nem indokolja a multiplexbe való kirándulást, hacsak nem 12 és 17 év közötti lány vagy, de egy csapat vonzó ember számára indulási lehetőséget biztosít.”

### Bevétel adatai
A Box Office Mojo szerint a film veszteséges volt. A 14 millió dolláros költségvetésre 13,1 millió dolláros bevétel keletkezett.